# Liste der Kulturdenkmäler in Wächtersbach
Die folgende Liste enthält die in der Denkmaltopographie ausgewiesenen Kulturdenkmäler auf dem Gebiet  der  Stadt Wächtersbach, Main-Kinzig-Kreis, Hessen.
Hinweis: Die Reihenfolge der Denkmäler in dieser Liste orientiert sich zunächst an Stadtteilen und anschließend der Anschrift, alternativ ist sie auch nach der Bezeichnung, der vom Landesamt für Denkmalpflege vergebenen Nummer oder der Bauzeit sortierbar.
Kulturdenkmäler werden fortlaufend im Denkmalverzeichnis des Landes Hessen durch das Landesamt für Denkmalpflege Hessen auf Basis des Hessischen Denkmalschutzgesetzes (HDSchG) geführt. Die Schutzwürdigkeit eines Kulturdenkmals hängt nicht von der Eintragung in das Denkmalverzeichnis des Landes Hessen oder der Veröffentlichung in der Denkmaltopographie ab.

Das Vorhandensein oder Fehlen eines Objekts in dieser Liste ist keine rechtsverbindliche Auskunft darüber, ob es Kulturdenkmal ist oder nicht: Diese Liste entspricht möglicherweise nicht dem aktuellen Stand der offiziellen Denkmaltopographie. Diese ist für Hessen in den entsprechenden Bänden der Denkmaltopographie Bundesrepublik Deutschland und im Internet unter DenkXweb – Kulturdenkmäler in Hessen einsehbar. Auch diese Quellen sind, obwohl sie durch das Landesamt für Denkmalpflege Hessen aktualisiert werden, nicht immer aktuell, da es im Denkmalbestand immer wieder Änderungen gibt.
Eine verbindliche Auskunft erteilt allein das Landesamt für Denkmalpflege Hessen.
Nutze diese Kartenansicht, um Koordinaten in der Liste zu setzen. In dieser Kartenansicht sind Kulturdenkmale ohne Koordinaten mit einem roten bzw. orangen Marker dargestellt und können in der Karte gesetzt werden. Kulturdenkmale ohne Bild sind mit einem blauen bzw. roten Marker gekennzeichnet, Kulturdenkmale mit Bild mit einem grünen bzw. orangen Marker.

## Gesamtanlagen
| Bild            | Bezeichnung                                                    | Lage | Beschreibung | Bauzeit | Objekt-Nr. |
| --------------- | -------------------------------------------------------------- | --- | ------------ | ------- | ---------- |
| Bild gesucht BW | Alter Ortskern                                                 | ‌Aufenau‌: Bornweg, Frankfurter Straße, Leipziger Straße, Marienstraße, Martin-Luther-Straße, Regensburger Straße Lage |              |         | 121637 DDB |
| Bild gesucht BW | Weiherhof                                                      | ‌Waldensberg‌ LageFlur: 12, Flurstück: 7/1, 8/2-4, 9/1, 10/2, 12/1, 13, 14/1, 15, 16, 17/1-2, 19, 19/1, 21/2, 24/1 |              |         | 121637 DDB |
| Bild gesucht BW | Gesamtanlage I, Altstadt                                       | Wächtersbach: An der Kirche, Bachstraße, Betzenloch, Forsthof, Herzgrabenstraße, Hippegasse, Im Höfchen, Kirchgasse, Lindenplatz, Marktplatz, Obertor, Ochsenberg, Pfarrgasse, Rosengasse, Schloss mit Parkanlage, Schlossstraße, Schwarzgasse, Untertor Lage |              |         | 122017 DDB |
| Bild gesucht BW | Gesamtanlage II, Stadterweiterung des 19. und 20. Jahrhunderts | Wächtersbach: Am Schlossgarten, Lindenplatz, Bahnhofstraße, Bleichgartenstraße, Friedrich-Wilhelm-Straße, Poststraße Lage |              |         | 122018 DDB |

## Kulturdenkmäler nach Stadtteilen

### Wächtersbach
| Bild                   | Bezeichnung                                                   | Lage | Beschreibung | Bauzeit     | Objekt-Nr. |
| ---------------------- | ------------------------------------------------------------- | --- | ------------ | ----------- | ---------- |
| Bild gesucht BW        | Empfangsgebäude                                               | Am Bahnhof LageFlur: 6, Flurstück: 256/12 |              | 1864–68     | 129135 DDB |
| Bild gesucht BW        | Güterabfertigungsgebäude                                      | Am Bahnhof 22 LageFlur: 6, Flurstück: 256/12 |              | 1868        | 129136 DDB |
| weitere Bilder         |                                                               | Am Schloßgarten 1 LageFlur: 5, Flurstück: 378 |              |             | 129132 DDB |
| weitere Bilder         | Evangelische Pfarrkirche, ehemalige katholische Marienkapelle | An der Kirche LageFlur: 5, Flurstück: 33 |              | Ab 1354     | 127963 DDB |
| weitere Bilder         |                                                               | An der Kirche 2 LageFlur: 5, Flurstück: 32 |              | 17./18. Jh. | 129167 DDB |
| weitere Bilder         | Ehemalige Stadtschule                                         | An der Kirche 4 LageFlur: 5, Flurstück: 35/1 |              | 1838        | 127962 DDB |
| weitere Bilder         |                                                               | An der Kirche 5 LageFlur: 5, Flurstück: 43 |              | 17. Jh.     | 129138 DDB |
| weitere Bilder         |                                                               | An der Kirche 6 LageFlur: 5, Flurstück: 44 |              | 17. Jh.     | 129139 DDB |
| Bild gesucht BW        | Stadtmauer, Tore, Wall und Graben                             | Bachstraße, Schwarzgasse 13, Kirchgasse, Hippegasse 6, Hippegasse 5, Hippegasse, Herzgrabenstraße 56, Herzgrabenstraße, Forsthof 7, Bachstraße 5, Bachstraße 21 LageFlur: 5, Flurstück: 110, 111, 112/1, 145, 147, 150, 30/2, 30/3, 75, 95, 96, 98                                                                                 |              |             | 129196 DDB |
| weitere Bilder         |                                                               | Bachstraße 1 LageFlur: 5, Flurstück: 149 |              | 1650        | 129140 DDB |
| weitere Bilder         |                                                               | Bachstraße 4 LageFlur: 5, Flurstück: 142 |              | 19. Jh.     | 129141 DDB |
| weitere Bilder         |                                                               | Bachstraße 6 LageFlur: 5, Flurstück: 137/1 |              | 18./19. Jh. | 129142 DDB |
| weitere Bilder         |                                                               | Bachstraße 6a LageFlur: 5, Flurstück: 137/1 |              | Um 1800     | 129143 DDB |
| weitere Bilder         |                                                               | Bachstraße 9 LageFlur: 5, Flurstück: 146/1 |              | 18./19. Jh. | 127964 DDB |
| Bild gesucht BW        |                                                               | Bachstraße 15 LageFlur: 5, Flurstück: 26 |              | 18. Jh.     | 129166 DDB |
| weitere Bilder         | Ehemaliges Hospital                                           | Bachstraße 21, Kirchgasse LageFlur: 5, Flurstück: 30/2, 30/3 |              | 1537        | 129144 DDB |
| Ehemaliges Landratsamt | Ehemaliges Landratsamt                                        | Bahnhofstraße 1 LageFlur: 5, Flurstück: 186/5 |              | 1816        | 129145 DDB |
| Bild gesucht BW        | Sachgesamtheit Altes Amtsgericht                              | Bahnhofstraße 2 LageFlur: 5, Flurstück: 10 |              | 1855        | 129146 DDB |
| Bild gesucht BW        |                                                               | Bahnhofstraße 10, Bahnhofstraße 12 LageFlur: 5, Flurstück: 247, 248/3 |              | 19. Jh.     | 129148 DDB |
| Bild gesucht BW        |                                                               | Bahnhofstraße 32 LageFlur: 5, Flurstück: 452 |              | 19. Jh.     | 129149 DDB |
| Bild gesucht BW        | Villa Ochs                                                    | Bahnhofstraße 67 LageFlur: 5, Flurstück: 278/1 |              |             | 129150 DDB |
| weitere Bilder         | Ehemalige Synagoge                                            | Bleichgartenstraße 6 LageFlur: 6, Flurstück: 407/3 |              | 1894/95     | 127774 DDB |
| Bild gesucht BW        | Ehemaliges Katasteramt, evangelisches Gemeindehaus            | Bleichgartenstraße 11 LageFlur: 5, Flurstück: 201 |              | 1925        | 129151 DDB |
| weitere Bilder         |                                                               | Forsthof 1 LageFlur: 5, Flurstück: 93 |              | 18. Jh.     | 129152 DDB |
| weitere Bilder         | Hatzfeldischer Hof, ehemaliges Augustenhospital               | Forsthof 3 LageFlur: 5, Flurstück: 94 |              | 1712        | 127965 DDB |
| weitere Bilder         |                                                               | Forsthof 7/9 LageFlur: 5, Flurstück: 96, 97 |              | 18. Jh.     | 129153 DDB |
| weitere Bilder         |                                                               | Forsthof 11 LageFlur: 5, Flurstück: 100 |              |             | 129154 DDB |
| weitere Bilder         | Evangelisches Pfarrhaus, ehemalige Rektorschule               | Friedrich-Wilhelm-Straße 6 LageFlur: 5, Flurstück: 193 |              | 1904        | 129155 DDB |
| Bild gesucht BW        |                                                               | Friedrich-Wilhelm-Straße 9 LageFlur: 5, Flurstück: 387/1 |              | Um 1900     | 129156 DDB |
| Bild gesucht BW        |                                                               | Friedrich-Wilhelm-Straße 10, Friedrich-Wilhelm-Straße 12 LageFlur: 5, Flurstück: 197, 198 |              |             | 129279 DDB |
| Bild gesucht BW        |                                                               | Friedrich-Wilhelm-Straße 11 LageFlur: 5, Flurstück: 388 |              | 1906        | 129157 DDB |
| Bild gesucht BW        |                                                               | Friedrich-Wilhelm-Straße 13 LageFlur: 5, Flurstück: 390/2 |              | Um 1900     | 129158 DDB |
| Bild gesucht BW        | Ehemals Gasthaus Zum Erbprinzen                               | Friedrich-Wilhelm-Straße 14 LageFlur: 5, Flurstück: 203 |              | 1913/14     | 129280 DDB |
| Bild gesucht BW        |                                                               | Friedrich-Wilhelm-Straße 17 LageFlur: 5, Flurstück: 459/1 |              | 1908        | 129159 DDB |
| Bild gesucht BW        |                                                               | Friedrich-Wilhelm-Straße 20 LageFlur: 5, Flurstück: 354/1 |              | 20. Jh.     | 129281 DDB |
| Bild gesucht BW        |                                                               | Friedrich-Wilhelm-Straße 31 LageFlur: 5, Flurstück: 17/1 |              | 1905        | 129282 DDB |
| Bild gesucht BW        |                                                               | Friedrich-Wilhelm-Straße 34 LageFlur: 5, Flurstück: 338/2 |              | 1905        | 129283 DDB |
| Bild gesucht BW        |                                                               | Friedrich-Wilhelm-Straße 42 LageFlur: 6, Flurstück: 3328/5 |              | 1905        | 129160 DDB |
| Bild gesucht BW        | Trafostation                                                  | Gettenbacher Straße LageFlur: 5, Flurstück: 289 |              | 1920er      | 129161 DDB |
| Bild gesucht BW        |                                                               | Herzgrabenstraße 26 LageFlur: 5, Flurstück: 36 |              | 20. Jh.     | 129162 DDB |
| weitere Bilder         |                                                               | Herzgrabenstraße 55 LageFlur: 5, Flurstück: 302/2 |              | 19. Jh.     | 129163 DDB |
| weitere Bilder         |                                                               | Hippegasse 4 LageFlur: 5, Flurstück: 109 |              | 18. Jh.     | 129164 DDB |
| weitere Bilder         | Friedhof                                                      | Im Aßmusgarten LageFlur: 5, Flurstück: 18, 22 |              | Ab 1354     | 129137 DDB |
| weitere Bilder         | Ysenburger Hof                                                | Im Höfchen 1, Im Höfchen 4, Im Höfchen 3, Im Höfchen 2 LageFlur: 5, Flurstück: 174/1,175,176,177,179,180 |              | Um 1800     |            |
| Bild gesucht BW        | Wasserwerk Wächtersbach                                       | In den Waldwiesen (Wittgenborner Straße nahe Erlenmühle) LageFlur: 4, Flurstück: 22 |              |             | 129199 DDB |
| Bild gesucht BW        |                                                               | Kapellenweg 5 LageFlur: 5, Flurstück: 450 |              | 1925        | 129284 DDB |
| Bild gesucht BW        |                                                               | Kapellenweg 7 LageFlur: 5, Flurstück: 449 |              | 1924        | 129285 DDB |
| weitere Bilder         |                                                               | Kirchgasse 3 LageFlur: 5, Flurstück: 48/2 |              | 17. Jh.     | 127967 DDB |
| weitere Bilder         |                                                               | Kirchgasse 5 LageFlur: 5, Flurstück: 47/2 |              | 18. Jh.     | 127968 DDB |
| weitere Bilder         |                                                               | Lindenplatz 1 LageFlur: 5, Flurstück: 188 |              | 1815        | 129168 DDB |
| weitere Bilder         |                                                               | Marktplatz 1 LageFlur: 5, Flurstück: 140/2 |              | 19. Jh.     | 129169 DDB |
| weitere Bilder         | Gräflicher Gasthof Weißes Ross                                | Marktplatz 2 LageFlur: 5, Flurstück: 139/3 |              | 1720        | 129170 DDB |
| weitere Bilder         |                                                               | Marktplatz 6 LageFlur: 5, Flurstück: 131/1 |              | 19. Jh.     | 129171 DDB |
| weitere Bilder         |                                                               | Marktplatz 8 LageFlur: 5, Flurstück: 125 |              | Um 1700     | 129172 DDB |
| weitere Bilder         |                                                               | Marktplatz 9, Marktplatz 10 LageFlur: 5, Flurstück: 123/124 |              | 18. Jh.     | 129173 DDB |
| weitere Bilder         |                                                               | Marktplatz 11 LageFlur: 5, Flurstück: 153/1 |              | 18. Jh.     | 129287 DDB |
| weitere Bilder         | Altes Rathaus                                                 | Marktplatz 12 LageFlur: 5, Flurstück: 154 |              | 1495        | 127969 DDB |
| weitere Bilder         | Ehemalige Hofapotheke                                         | Obertor 1 LageFlur: 5, Flurstück: 52/1 |              | 1821        | 129174 DDB |
| weitere Bilder         |                                                               | Obertor 2 LageFlur: 5, Flurstück: 136 |              | 18. Jh.     | 129175 DDB |
| weitere Bilder         |                                                               | Obertor 5 LageFlur: 5, Flurstück: 60 |              | 1729        | 127970 DDB |
| weitere Bilder         |                                                               | Obertor 6 LageFlur: 5, Flurstück: 128 |              | 19. Jh.     | 129176 DDB |
| weitere Bilder         |                                                               | Obertor 7 LageFlur: 5, Flurstück: 61 |              | 1686        | 127971 DDB |
| Bild gesucht BW        |                                                               | Obertor 8 LageFlur: 5, Flurstück: 127 |              |             | 129177 DDB |
| weitere Bilder         |                                                               | Obertor 11 LageFlur: 5, Flurstück: 68 |              | 19. Jh.     | 129178 DDB |
| weitere Bilder         |                                                               | Obertor 15 LageFlur: 5, Flurstück: 102 |              | 18. Jh.     | 129179 DDB |
| weitere Bilder         |                                                               | Obertor 17 LageFlur: 5, Flurstück: 103 |              | 18. Jh.     | 129180 DDB |
| weitere Bilder         |                                                               | Obertor 19 LageFlur: 5, Flurstück: 104 |              | 17. Jh.     | 129181 DDB |
| weitere Bilder         |                                                               | Obertor 23, Obertor 21 LageFlur: 5, Flurstück: 106,107 |              | 1712        | 127973 DDB |
| weitere Bilder         | Ehemaliges Pförtnerhaus                                       | Obertor 27 LageFlur: 5, Flurstück: 114 |              |             | 127972 DDB |
| weitere Bilder         |                                                               | Ochsenberg 3 LageFlur: 5, Flurstück: 55 |              | 18. Jh.     | 129182 DDB |
| weitere Bilder         |                                                               | Ochsenberg 4 LageFlur: 5, Flurstück: 58 |              | 18. Jh.     | 129183 DDB |
| weitere Bilder         |                                                               | Ochsenberg 6 LageFlur: 5, Flurstück: 57 |              | 18. Jh.     | 129184 DDB |
| weitere Bilder         |                                                               | Pfarrgasse 2 LageFlur: 5, Flurstück: 91 |              | 17. Jh.     | 127974 DDB |
| weitere Bilder         |                                                               | Pfarrgasse 5 LageFlur: 5, Flurstück: 65 |              | 18. Jh.     | 129185 DDB |
| weitere Bilder         |                                                               | Pfarrgasse 6 LageFlur: 5, Flurstück: 88 |              | 18. Jh.     | 127975 DDB |
| weitere Bilder         |                                                               | Pfarrgasse 9 LageFlur: 5, Flurstück: 54 |              | 18. Jh.     | 127976 DDB |
| weitere Bilder         |                                                               | Pfarrgasse 10, Herzgrabenstraße 42 LageFlur: 5, Flurstück: 86 |              | 18. Jh.     | 129286 DDB |
| weitere Bilder         |                                                               | Pfarrgasse 12 LageFlur: 5, Flurstück: 85 |              | 18. Jh.     | 129186 DDB |
| weitere Bilder         |                                                               | Pfarrgasse 18 LageFlur: 5, Flurstück: 80 |              | Um 1700     | 129187 DDB |
| weitere Bilder         | Ehemaliger Pfarrhof                                           | Pfarrgasse 20 LageFlur: 5, Flurstück: 77/1 |              | 18. Jh.     | 127977 DDB |
| weitere Bilder         |                                                               | Rosengasse 2 LageFlur: 5, Flurstück: 161/2 |              | Um 1700     | 129188 DDB |
| weitere Bilder         |                                                               | Rosengasse 4 LageFlur: 5, Flurstück: 160 |              | 17. Jh.     | 129189 DDB |
| weitere Bilder         | Ehemaliges Schloss der Fürsten zu Ysenburg in Büdingen        | Schloss 1 LageFlur: 5, Flurstück: 375/6-8, 375/10, 375/12, 375/23, 375/28-34 |              | Ab 1236     | 129127 DDB |
| weitere Bilder         | Prinzessinnenhaus                                             | Schloss 2 LageFlur: 5, Flurstück: 375/27 |              | 1745        | 129128 DDB |
| weitere Bilder         | Marstall                                                      | Schloss 3, Schloßstraße LageFlur: 5, Flurstück: 375/44, 375/45 |              | 1718        | 129129 DDB |
| weitere Bilder         | Altes Braumeisterhaus                                         | Schloss 7 LageFlur: 5, Flurstück: 375/41 |              | 1735/36     | 129130 DDB |
| weitere Bilder         | Rentkammer                                                    | Schloss 11 LageFlur: 5, Flurstück: 375/37 |              | 1735/36     | 129130 DDB |
| Bild gesucht BW        | Schlosspark                                                   | Schloßgarten, Webersgraben, Untermühle, Schloß 1, Lustwäldchen, Bei der Untermühle, Am Schloßgarten, Am Dietrichsberg LageFlur: 4, 5, Flurstück: 37/1, 37/2, 370/10, 370/4, 370/46, 370/47, 370/48, 370/8, 370/9, 375/10, 375/18, 375/30, 375/31, 375/32, 375/33, 375/34, 375/35, 375/36, 375/6, 375/7, 375/8, 377/1, 377/2, 377/3 |              | 1814–1820   | 129131 DDB |
| Bild gesucht BW        | Eiskeller im Schlosspark                                      | Untermühle LageFlur: 5, Flurstück: 375/34 |              |             | 129134 DDB |
| Bild gesucht BW        | Grabplatten im Schlosspark                                    | Untermühle (bei Schloß 11) LageFlur: 5, Flurstück: 375/32 |              |             | 129133 DDB |
| Bild gesucht BW        |                                                               | Schlossstraße 1 LageFlur: 5, Flurstück: 120 |              | 18. Jh.     | 127978 DDB |
| weitere Bilder         |                                                               | Schlossstraße 2 LageFlur: 5, Flurstück: 126 |              | 18. Jh.     | 129191 DDB |
| weitere Bilder         |                                                               | Schwarzgasse 4 LageFlur: 5, Flurstück: 51/1 |              | 18. Jh.     | 127979 DDB |
| weitere Bilder         |                                                               | Schwarzgasse 5 LageFlur: 5, Flurstück: 42 |              | 18. Jh.     | 129192 DDB |
| weitere Bilder         |                                                               | Schwarzgasse 9 LageFlur: 5, Flurstück: 38 |              | 18. Jh.     | 129193 DDB |
| weitere Bilder         |                                                               | Schwarzgasse 11 LageFlur: 5, Flurstück: 73/2 |              | 19. Jh.     | 129194 DDB |
| weitere Bilder         |                                                               | Schwarzgasse 13 LageFlur: 5, Flurstück: 75 |              | 18. Jh.     | 129195 DDB |
| weitere Bilder         |                                                               | Untertor 1 LageFlur: 5, Flurstück: 5 |              | 1659        | 127980 DDB |
| weitere Bilder         | Ehemaliges Wächterhaus                                        | Untertor 2 LageFlur: 5, Flurstück: 179 |              | 1669        | 127981 DDB |
| weitere Bilder         |                                                               | Untertor 4 LageFlur: 5, Flurstück: 177 |              | Um 1800     | 127982 DDB |
| weitere Bilder         |                                                               | Untertor 5, Untertor 7 LageFlur: 5, Flurstück: 2/3,3 |              | 1815        | 127983 DDB |
| weitere Bilder         |                                                               | Untertor 6 LageFlur: 5, Flurstück: 173/4 |              |             | 955392 DDB |
| Bild gesucht BW        |                                                               | Untertor 9 LageFlur: 5, Flurstück: 1 |              | 18. Jh.     | 129165 DDB |
| weitere Bilder         | Rumpenheimer Hof                                              | Untertor 11 LageFlur: 5, Flurstück: 141 |              | 1572        | 129197 DDB |
| weitere Bilder         |                                                               | Untertor 13 LageFlur: 5, Flurstück: 140/3 |              |             | 129198 DDB |
| weitere Bilder         |                                                               | Wittgenborner Straße 1 LageFlur: 5, Flurstück: 303 |              | Um 1800     | 129200 DDB |
| weitere Bilder         | Ehemaliger Schafhof                                           | Wittgenborner Straße 3 LageFlur: 5, Flurstück: 304 |              | Um 1800     | 129288 DDB |
| weitere Bilder         | Stallscheune                                                  | Wittgenborner Straße 5, Wittgenborner Straße 7 LageFlur: 5, Flurstück: 306/1, 306/2, 306/3 |              | 1805        | 127984 DDB |
| weitere Bilder         |                                                               | Wittgenborner Straße 9 LageFlur: 5, Flurstück: 307 |              | 1807        | 127985 DDB |
| weitere Bilder         |                                                               | Wittgenborner Straße 13 LageFlur: 5, Flurstück: 308 |              |             | 127986 DDB |

### Aufenau
| Bild            | Bezeichnung                                                | Lage                                                                                                 | Beschreibung       | Bauzeit     | Objekt-Nr. |
| --------------- | ---------------------------------------------------------- | --- | ------------------ | ----------- | ---------- |
| Bild gesucht BW | Villa Pomona                                               | Frankfurter Straße 24 LageFlur: 18, Flurstück: 36                                                    |                    | Um 1900     | 127988 DDB |
| Bild gesucht BW |                                                            | Frankfurter Straße 26 LageFlur: 18, Flurstück: 33/2                                                  |                    | 1910        | 127989 DDB |
| Bild gesucht BW |                                                            | Frankfurter Straße 29, Frankfurter Straße 27 LageFlur: 17, Flurstück: 35/1, 36/1                     |                    | 19. Jh.     | 129098 DDB |
| Bild gesucht BW |                                                            | Frankfurter Straße 30 LageFlur: 16, Flurstück: 4/1                                                   |                    | 19. Jh.     | 128205 DDB |
| Bild gesucht BW |                                                            | Frankfurter Straße 49 LageFlur: 17, Flurstück: 11/1                                                  |                    | Vor 1800    | 127990 DDB |
| Bild gesucht BW |                                                            | Frankfurter Straße 61 LageFlur: 15, Flurstück: 19/1                                                  |                    | 18. Jh.     | 127991 DDB |
| Bild gesucht BW | Transformatorenturm                                        | Im Dorf LageFlur: 17, Flurstück: 47/2                                                                |                    |             | 129103 DDB |
| Bild gesucht BW | Friedhofskreuz                                             | Im Tal (bei Regensburger Straße) LageFlur: 12, Flurstück: 80                                         |                    | 19. Jh.     | 129102 DDB |
| Bild gesucht BW | Grabmal des Pfarrers Wilhelm Schmitt                       | Im Tal (bei Regensburger Straße) LageFlur: 12, Flurstück: 80                                         |                    | 1940        | 129102 DDB |
| Bild gesucht BW | Grabmal des katholischen Pfarrers Andreas Behr             | Im Tal (bei Regensburger Straße) LageFlur: 12, Flurstück: 80                                         |                    | 1870        | 129102 DDB |
| weitere Bilder  | Jüdischer Friedhof                                         | In der Bäumcheshecke (Bei Münchener Str. 5) LageFlur: 20, Flurstück: 55                              |                    | 1804        |            |
| weitere Bilder  | Katholische Pfarrkirche St. Maria                          | Leipziger Straße 1 LageFlur: 15, Flurstück: 51/1                                                     | Ersterwähnung 1167 | 15. Jh.     | 127993 DDB |
| Bild gesucht BW |                                                            | Leipziger Straße 2 LageFlur: 15, Flurstück: 53/1                                                     |                    | 19. Jh.     | 127992 DDB |
| weitere Bilder  | Katholische Pfarrhaus                                      | Leipziger Straße 3 LageFlur: 15, Flurstück: 48/1                                                     |                    | Um 1800     | 128207 DDB |
| Bild gesucht BW |                                                            | Martin-Luther-Straße 2, Martin-Luther-Straße 4, Frankfurter Straße 68 LageFlur: 16, Flurstück: 39, 4 |                    | 17./18. Jh. | 127994 DDB |
| Bild gesucht BW | Ehemaliges Forstmeistersche Amtshaus des Gerichtes Aufenau | Martin-Luther-Straße 3 LageFlur: 15, Flurstück: 66/22                                                |                    |             | 128206 DDB |
| Bild gesucht BW | Zwei barocke Grabplatten                                   | Martin-Luther-Straße 13 LageFlur: 15, Flurstück: 66/12                                               |                    | 18. Jh.     | 129099 DDB |
| Bild gesucht BW |                                                            | Regensburger Straße 3 LageFlur: 16, Flurstück: 278/1                                                 |                    | 19. Jh.     | 129101 DDB |

### Hesseldorf
| Bild            | Bezeichnung        | Lage                                                          | Beschreibung | Bauzeit                | Objekt-Nr. |
| --------------- | ------------------ | ------------------------------------------------------------- | ------------ | ---------------------- | ---------- |
| Bild gesucht BW | Hesseldorfer Mühle | Brachttalstraße 86 LageFlur: 1, Flurstück: 205, 206           |              | Nach 1710 wiedererbaut | 128213 DDB |
| Trafostation    | Trafostation       | Roßhansewiesen (Weilerser Straße) LageFlur: 1, Flurstück: 217 |              | 1921                   | 129104 DDB |

### Leisenwald
| Bild            | Bezeichnung                      | Lage                                               | Beschreibung | Bauzeit | Objekt-Nr. |
| --------------- | -------------------------------- | -------------------------------------------------- | ------------ | ------- | ---------- |
| Bild gesucht BW | Ehemalige Schule                 | Längweg 5 LageFlur: 7, Flurstück: 3/1              |              | 1949    | 129106 DDB |
| Bild gesucht BW | Hofanlage                        | Rinderbügener Straße 5 LageFlur: 7, Flurstück: 42  |              | 18. Jh. | 128184 DDB |
| Bild gesucht BW | Dorfgemeinschaftshaus            | Wolferborner Straße 27 LageFlur: 7, Flurstück: 4/2 |              | 1954    | 129107 DDB |
| Bild gesucht BW | Verbotsstein, Leisenwalder Stock | Streitberger Straße LageFlur: 6, Flurstück: 31/12  |              |         | 128183 DDB |

### Neudorf
| Bild               | Bezeichnung                        | Lage | Beschreibung | Bauzeit | Objekt-Nr. |
| ------------------ | ---------------------------------- | --- | ------------ | ------- | ---------- |
| Ehemaliges Rathaus | Ehemaliges Rathaus                 | Am Rosengarten 42 LageFlur: 10, Flurstück: 69/12 |              | Um 1800 | 129110 DDB |
| Bild gesucht BW    | Sandsteinobjekte                   | Am Rosengarten vor Nr. 34 LageFlur: 10, Flurstück: 67/2 |              |         | 129109 DDB |
| Bild gesucht BW    | Gefallenenehrenmal                 | Aufenauer Straße LageFlur: 10, Flurstück: 33/2 |              | 1936    | 129108 DDB |
| Bild gesucht BW    | Friedhof                           | Bauersfeld LageFlur: 2, Flurstück: 46/4 |              | 19. Jh. | 129111 DDB |
| Bild gesucht BW    | Sachteil Kellerportal und Türblatt | Birkenstraße 3 LageFlur: 9, Flurstück: 55 |              | 1607    | 129112 DDB |
| Bild gesucht BW    | Fachwerkscheune                    | Birkenstraße 5 LageFlur: 9, Flurstück: 48, 49 |              | Um 1800 | 129113 DDB |
| Bild gesucht BW    | Ehemalige Schule                   | Turmstraße 1 LageFlur: 9, Flurstück: 13/1 |              | 1956    | 129114 DDB |
| Bild gesucht BW    | Ehemalige Papiermühle              | Kinzighausen 1, Mühlgraben, Kinzighausen 4, Kinzighausen 3, Kinzighausen 2, Kinzighausen, Großer Wörth, An der Mühle, An der Dornhecke LageFlur: 11, 25, Flurstück: 113, 114, 115, 116, 118, 119, 120, 121, 122, 123, 124, 126, 55/1, 58/1 |              |         | 129115 DDB |

### Waldensberg
| Bild            | Bezeichnung                             | Lage                                                                                      | Beschreibung | Bauzeit         | Objekt-Nr. |
| --------------- | --------------------------------------- | ----------------------------------------------------------------------------------------- | ------------ | --------------- | ---------- |
| Bild gesucht BW | Transformatorenturm                     | Äcker unter dem Dorf am Leisenwalder Weg (bei Bonnetstr. 13) LageFlur: 3, Flurstück: 11/1 |              | 1921            | 129118 DDB |
| Bild gesucht BW | Forsthof an der Weihermühle             | Forsthaus LageFlur: 13, Flurstück: 21/2, 21/3                                             |              | 18. Jh.         | 129116 DDB |
| weitere Bilder  | Evangelische Kirche                     | Leisenwalder Straße LageFlur: 2, Flurstück: 29/2                                          |              | 1739            | 129120 DDB |
| Bild gesucht BW | Schwengelpumpe                          | Leisenwalder Straße LageFlur: 2, Flurstück: 29/2                                          |              |                 | 129119 DDB |
| Bild gesucht BW | Hofgut Weiherhof                        | Weiherhof 1 LageFlur: 12, Flurstück: 7/1                                                  |              | 18./19./20. Jh. | 938978 DDB |
| Bild gesucht BW | Forsthaus Ziegelhütte mit Nebengebäuden | Weiherhof 2 LageFlur: 12, Flurstück: 9/1                                                  |              | 20. Jh.         | 129117 DDB |

### Weilers
| Bild            | Bezeichnung          | Lage                                                               | Beschreibung | Bauzeit | Objekt-Nr. |
| --------------- | -------------------- | ------------------------------------------------------------------ | ------------ | ------- | ---------- |
| Bild gesucht BW | Forsthof Ziegelhütte | Forsthaus Ziegelhütte 1 LageFlur: 1, Flurstück: 94                 |              | 18. Jh. | 129124 DDB |
| Bild gesucht BW | Grabstein            | Im Heegfeld (bei Udenhainer Straße 41) LageFlur: 1, Flurstück: 115 |              | 18. Jh. | 129123 DDB |
| Bild gesucht BW |                      | Neudorfer Straße 1 LageFlur: 1, Flurstück: 23/1                    |              | Um 1800 | 129121 DDB |
| Bild gesucht BW |                      | Neudorfer Straße 2 LageFlur: 1, Flurstück: 71/1                    |              | 19. Jh. | 128208 DDB |
| Bild gesucht BW | Alte Schule          | Neudorfer Straße 27 LageFlur: 1, Flurstück: 47/2                   |              | 1909    | 129122 DDB |
| Bild gesucht BW |                      | Udenhainer Straße 2 LageFlur: 1, Flurstück: 16/3                   |              | 19. Jh. | 128209 DDB |
| Bild gesucht BW |                      | Udenhainer Straße 4 LageFlur: 1, Flurstück: 19                     |              | 19. Jh. | 128210 DDB |
| Bild gesucht BW |                      | Udenhainer Straße 10 LageFlur: 1, Flurstück: 15                    |              | Um 1900 | 129125 DDB |

### Wittgenborn
| Bild            | Bezeichnung         | Lage                                       | Beschreibung | Bauzeit | Objekt-Nr. |
| --------------- | ------------------- | ------------------------------------------ | ------------ | ------- | ---------- |
| Bild gesucht BW | Evangelische Kirche | Töpferstraße 20 LageFlur: 9, Flurstück: 98 |              | Ab 1595 | 128211 DDB |

## Ehemalige Kulturdenkmäler

### Wächtersbach
| Bild            | Bezeichnung | Lage                                                          | Beschreibung | Bauzeit | Objekt-Nr. |
| --------------- | ----------- | ------------------------------------------------------------- | ------------ | ------- | ---------- |
| Bild gesucht BW |             | Bahnhofstraße 5 LageFlur: 5, Flurstück: 220/6                 |              | 19. Jh. |            |
| Bild gesucht BW |             | Wittgenborner Straße 19/21 LageFlur: 5, Flurstück: 311, 312/2 |              | 19. Jh. |            |

### Leisenwald
| Bild            | Bezeichnung                    | Lage                                                                             | Beschreibung | Bauzeit | Objekt-Nr. |
| --------------- | ------------------------------ | -------------------------------------------------------------------------------- | ------------ | ------- | ---------- |
| Bild gesucht BW | Gesamtanlage Altes Straßendorf | Leisenwald: Längweg, Reffestraße, Rinderbügener Straße, Wolferborner Straße Lage |              |         |            |

### Wittgenborn
| Bild           | Bezeichnung    | Lage         | Beschreibung | Bauzeit | Objekt-Nr. |
| -------------- | -------------- | ------------ | ------------ | ------- | ---------- |
| Hungerpyramide | Hungerpyramide | Erlenau Lage |              | Um 1772 |            |